# Лал-Кила
Лал-Кила (хинди लाल किला), или Красный форт, — историческая цитадель Дели эпохи Великих Моголов, построенная в 1652 году. Построена из красного песчаника при Шах-Джахане в середине XVII века как дворец его укрепленной столицы Шахджаханабад. Примыкает к старому Форту Салимгарх, построенному Исламом Шах Сури в 1546 году. Главная резиденция императоров в династии Великих Моголов в течение почти 200 лет, до 1856 года. Помимо размещения императоров и их домовладений, он был церемониальным и политическим центром государства Моголов и местом событий, критически влиявших на регион.
Главная туристическая достопримечательность Дели. В 2007 году форт был признан Объектом всемирного наследия ЮНЕСКО. Другое название — Лал Каллах.

## Этимология
Название Лал-Кила в переводе с хинди означает «красный форт», «красная крепость». Название происходит от красного песчаника, из которого построены стены форта. Как резиденция императорской семьи, форт был первоначально известен как «благословенный форт» (Кила-и-Мубарак). Такое же название (Лала-Кила) носит форт Агры.

## История
Император Шах-Джахан поручил строительство Красного форта 12 мая 1638 года, когда он решил перенести свою столицу из Агры в Шахджаханабад (ныне Дели). Первоначально форт был красным и белым (любимые цвета шаха). Его дизайн приписывается архитектору Устаду Ахмаду Лахури, который также построил Тадж-Махал. Форт расположен вдоль реки Ямуны, которая питала рвы, окружающие большую часть стен. Строительство началось в священный месяц Мухаррам, 13 мая 1638 года. Под руководством Шах-Джахана, оно было завершено 6 апреля 1648 года. В отличие от других фортов Великих Моголов, внешние стены Красного форта асимметричны и построены на месте более старого форта Салимгарх. Дворец-крепость был центром средневекового города Шахджаханабад, который является современным Старым Дели. Преемник Шах-Джахана Аурангзеб добавил Жемчужную мечеть, а также барбаканы перед двумя главными воротами, чтобы сделать вход во дворец более округлым.
Находившиеся в крепости произведения искусства и драгоценности были разграблены во время вторжения Надир-шаха в империю Моголов в 1747 году. Большинство драгоценных мраморных сооружений форта были впоследствии разрушены англичанами после восстания 1857 года. Оборонительные стены фортов были в значительной степени сохранены, и крепость впоследствии использовалась как гарнизон.
Красный Форт был также местом, где британцы предали суду последнего Императора Моголов, а затем отправили его в Янгон в 1858 году.
В марте 1783 г. крепостью овладели сикхи, в 1857 г. — сипаи.
В День индийской независимости премьер-министр Индии поднимает индийский «трехцветный флаг» у главных ворот форта и зачитывает ежегодное обращение к нации.

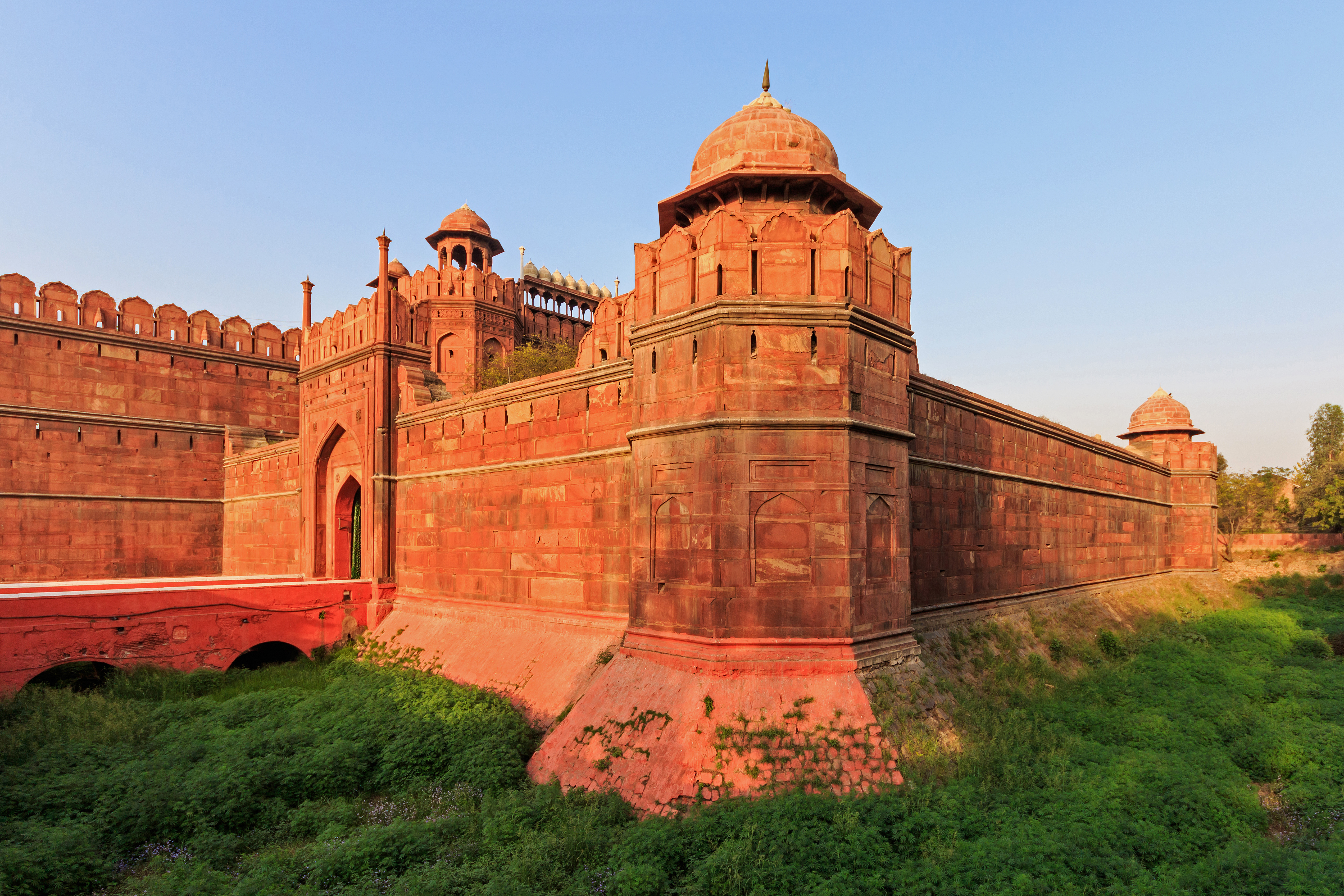
Делийские ворота и фрагмент крепостной стены

## Комплекс
В комплекс входят дворцы и развлекательные залы, выступающие балконы, бани и крытые каналы, а также геометрические сады и богато украшенная мечеть. Среди самых известных сооружений комплекса — Зал общественной аудитории (Diwan-i-Am), который имеет 60 столбов из красного песчаника, поддерживающих плоскую крышу, и Зал частной аудитории (Diwan-i-Khas), который меньше и имеет павильон из белого мрамора. Императорские апартаменты состоят из ряда павильонов, соединенных водным каналом, известным как Райский поток (Нахр-и-Бихишт).
В «Красном форте» времен Шаха-Джахана размещалось 3000 человек придворных. Сооружение было первой цитаделью эпохи Моголов, задуманной в форме неправильного восьмиугольника, что позднее стало особенностью архитектурного стиля времен этой династии. Строительным материалом были кирпичи, облицованные керамикой или красным мрамором. В его архитектуре гармонично сочетаются персидские, тимуридские и индуистские элементы. Инновационный архитектурный стиль Красного форта, включая его дизайн сада, оказал влияние на более поздние здания и сады в Дели, Раджастане, Пенджабе, Кашмире, Браже, Рохилкханде и в других местах. Стиль сооружения, для которого характерны сложные геометрические композиции, также был назван по имени императора — шахджехани.
«Если и есть рай на свете, то он здесь, он — здесь» — говорится в надписи арки зала Кала-а-Мубрака. В этих словах персидского поэта Амира Хосрова выражен замысел архитекторов Шах-Джехана — построить цитадель по образу и подобию рая, описанного в Коране, и не без сходства с Исфаханом в Иране (Исфахан за свою великолепную исламскую архитектуру получил в Иране прозвище «Несф-е джехан» — «Половина мира»).
С северо-запада Лал-Кила примыкает к более старой крепости Салимгарх. Периметр кирпично-красной стены, которая дала название крепости, составляет 2500 метров. Высота колеблется от 16 метров со стороны реки Ямуна до 33 метров со стороны города.
На территории Индии в её старых границах существуют несколько известных исторических сооружений, построенных при Великих Моголах и носящих название «Красный форт», которые иногда путают. Это, кроме Красного форта в Дели, Красный форт в Агре (по соседству с Тадж-Махалом) и Красный форт в Лахоре (ныне в Пакистане).